# Perilampus yercaudensis
Perilampus yercaudensis is een vliesvleugelig insect uit de familie Perilampidae. De wetenschappelijke naam is voor het eerst geldig gepubliceerd in 1974 door Mani & Kaul.